# 謝韶
謝韶，字穆度，陳郡陽夏人。謝韶是谢万的儿子。
謝韶少年知名。当谢氏子弟优秀的物，称之为封、胡、羯、末。封就是谢韶，胡就是谢朗，羯就是谢玄，末就是谢川，都是他们的小名。谢韶、谢朗、谢川都早亡，只有谢玄获取功名，谢韶官至车骑司马。

## 子孙
- 子：謝恩，字景伯，宏达有远略，官至黄门郎、武昌太守。
  - 孙：謝曜
  - 孙：謝弘微